# Tres de Mayo (Mendoza)
Tres de Mayo es una localidad y distrito ubicado en el departamento Lavalle, provincia de Mendoza, Argentina. 
Se encuentra a 2,5 km de la Ruta Nacional 40, en la zona norte del oasis del río Mendoza.
En la zona se destacan los cultivos agrícolas como olivos, vides, melones, sandía y zapallos.